# Pietro Mazzola
Pietro Mazzola (Castelbuono, 1945 – Cefalù, 29 febbraio 2024) è stato un botanico e biologo italiano.

## Biografia
Nato a Castelbuono nel 1945, si laureò in Scienze Biologiche nel 1970. Fu ordinario di Botanica sistematica presso il Dipartimento di Scienze Agrarie e Forestali dell'Università degli Studi di Palermo. Fu membro della Società botanica italiana, della Società italiana di fitosociologia, dell'Associazione Nazionale Musei Scientifici, orti botanici, giardini zoologici e acquari (A.N.M.S.), della Società siciliana di scienze naturali, dell'Organization for the Phytotaxonomic Investigation of the Mediterranean Area (O.P.T.I.M.A.) e dell'International association for plant taxonomy (I.A.P.T). Fu inoltre socio corrispondente dell'Accademia Nazionale di Scienze, lettere e Arti di Palermo.
Dal 2003 al 2012 fu direttore del Museo naturalistico Francesco Minà Palumbo di Castelbuono.
Morì a Cefalù il 29 febbraio 2024 all'età di 79 anni.

## Opere principali
- Mazzola P., 1985. Il patrimonio floristico e il problema della sua conservazione. Quad. Ist. Sicil. Studi Polit. Econ. 4: 19-25
- Mazzola P., Di Martino C., 1996. La florula decorativa del promontorio di Monte Pellegrino (Palermo). Quad. Bot. Ambientale Appl. 4 (1993): 35-48.
- Mazzola P., 1998. Il mandarino in Sicilia. In: Raimondo F.M. e Lach W. (Ed.) Le mele d'oro, 146-147. Edizioni Grifo, Palermo.
- Mazzola P., Mineo C., 2000. Lettere botaniche a Emanuele Taranto rosso. 1842-1866. Naturalista Sicil. S.4, 24(Suppl.): 147-194.
- Mazzola P., Raimondo F. M., Schicchi R. 2003. The agro-biodiversity of Sicily in ancient herbaria and illustrated works. Bocconea 16(1): 311-321.
- Mazzola P., Raimondo F.M. (eds.) 2005. Schede per la flora ornamentale siciliana 39-48. Quad. Bot. Amb. Appl. 15(2004): 169-180.
- Mazzola P., Mineo C. 2006. Piante e paesaggio siciliano nell'opera di Goethe. In: D. V. Engelhardt, F. M. Raimondo (eds.) Goethe e la pianta natura, scienza e arte. (pp. 55-64). Palermo.
- Mazzola P., Domina G. 2006. Distribution and conservation perspectives of Taxus baccata L. (Taxaceae) in Sicily. Bocconea. 19: 209-215.
- Raimondo F.M., Schicchi R., Mazzola P. 2006. Pyrus castribonensis (Rosaceae). Nuova specie della Sicilia. Naturalista Sicil., s.4, 30(3-4): 363-370.
- Domina G, Mazzola P. 2008. Flora ornamentale delle isole circumsiciliane. Quad. Bot. Ambientale Appl, 19: 107-119.
- Mazzola P. (a cura di) 2009. Sicilia in Atlante del giardino italiano 1750-1940. Di Cazzato V., Roma: Istituto poligrafico e zecca dello Stato, vol. 2: 955-1006.
- Domina G. & Mazzola P. 2009. Notes on the genus Orobanche in Italy: 2. Bocconea, 23: 177-185.
- Mazzola P., Raimondo F.M., 2011. Iconografia della Storia Naturale delle Madonie. 4 volumi. Sellerio, Palermo.
- Mazzola, P., Raimondo, F.M., Greuter W., Troia A., 2013. Typification of names in Draba sect Aizopsis (crucifera, Arabideae) based on material from Italy. Plant Biosystems.